# Epinannolene grenadae
Epinannolene grenadae är en mångfotingart som beskrevs av Chamberlin 1918. Epinannolene grenadae ingår i släktet Epinannolene och familjen Epinannolenidae. Inga underarter finns listade i Catalogue of Life.